# Helena Fromm
Helena Stanek (* 5. August 1987 in Oeventrop als Helena Fromm) ist eine ehemalige deutsche Taekwondoin. 2012 gewann sie bei den Olympischen Spielen in London eine Bronzemedaille in der Gewichtsklasse bis 67 Kilogramm.

## Sportliche Laufbahn
Stanek wuchs im sauerländischen Oeventrop auf. Als Mädchen spielte sie zunächst Handball und Fußball. Als 1996 in ihrem Heimatort eine Sportschule eröffnet wurde, meldeten ihre Eltern sie dort an. 1997 bestritt sie ihren ersten Wettkampf im Taekwondo.
Ihre ersten internationalen Erfolge erzielte sie 2003 mit dem Gewinn der Junioren-Europameisterschaft in Athen und 2004 mit dem zweiten Platz bei den Junioren-Weltmeisterschaften in Suncheon, jeweils in der Gewichtsklasse bis 63 kg. 2006 wechselte sie nach Iserlohn und wurde bei den in Bonn ausgetragenen Europameisterschaften Vize-Europameisterin in der Gewichtsklasse bis 67 kg.
2007 gewann sie bei den Weltmeisterschaften in Peking die Bronzemedaille in der Klasse bis 67 kg. Im September 2007 zog sie sich beim Qualifikationsturnier für die Olympischen Spiele im Kampf gegen Europameisterin Gwladys Épangue eine Knieverletzung zu. Nach der notwendigen Operation gelang ihr im April 2008 mit dem Titelgewinn bei den Europameisterschaften in Rom ein erfolgreiches Comeback. Anderthalb Monate später gewann sie bei den Militärweltmeisterschaften in Seoul die Goldmedaille in der Klasse bis 67 kg.
Am 15. Juli 2008 gab der Deutsche Olympische Sportbund (DOSB) ihre Teilnahme an den Olympischen Spielen in Peking bekannt. Nach der Nominierung durch die Deutsche Taekwondo Union versuchte Staneks Teamkollegin Pınar Budak, per Anwalt ihre Teilnahme durchzusetzen. Budak hatte im Januar 2008 beim europäischen Qualifikationsturnier in Istanbul den Startplatz für die DTU gesichert. Nachdem der DOSB die Nominierung von Stanek angenommen hatte, trat Budak vom Spitzensport zurück.
Bei den Olympischen Spielen 2008 erreichte Stanek den 9. Platz. Im ersten Kampf besiegte sie Barry Dalanda aus Guinea mit 6:1, das Viertelfinale verlor sie mit 0:2 gegen Asunción Ocasio aus Puerto Rico. Da Ocasio nicht in das Finale einzog, konnte Stanek nicht über die Hoffnungsrunde an einem Kampf um Bronze teilnehmen.
2010 erreichte sie den dritten Platz bei den Europameisterschaften in Sankt Petersburg und gewann bei den Militärweltmeisterschaften in Saint-Jean-Sur-Richelieu Gold. Bei den Weltmeisterschaften in Gyeongju erreichte sie 2011 Bronze in der Klasse bis 67 kg. Auch bei den Militärweltspielen in Rio de Janeiro gewann sie 2011 Bronze. Sümeyye Manz und Helena Stanek sind damit die einzigen deutschen Taekwondo-Sportlerinnen, die bei zwei Senioren-Weltmeisterschaften Medaillen gewinnen konnten.
2012 qualifizierte sich Stanek durch den Gewinn der Silbermedaille beim europäischen Qualifikationsturnier in Kasan für die Teilnahme an den Olympischen Spielen 2012 in der Gewichtsklasse bis 67 kg. Hier unterlag sie im Viertelfinale der späteren Olympiasiegerin Hwang Kyung-seon. Anschließend besiegte sie in der Hoffnungsrunde Ruth Gbagbi und gewann nach einem 8:2-Sieg über Carmen Marton eine der beiden Bronzemedaillen. Nach Faissal Ebnoutalib ist sie somit die zweite deutsche Taekwondoin, die eine olympische Medaille gewann.
Für die Olympischen Spiele 2016 in Rio de Janeiro konnte sie sich wegen einer Meniskusverletzung nicht qualifizieren. Eine Nominierung für den durch Teamkollegin Rabia Bachmann gesicherten Quotenplatz in der Klasse bis 67 kg lehnte sie ausdrücklich ab.

## Werdegang
Als Sportsoldatin gehörte Stanek der Sportfördergruppe Sonthofen an. Bei Wettkämpfen trat sie für den Polizeisportverein Eichstätt sowie den Post-SV München an. Stanek legte 2007 ihr Abitur am Mariengymnasium Arnsberg ab und absolvierte ein Bachelor-Studium für Internationales Management.
Im November 2013 wurde sie Mutter eines Sohnes. Im März 2014 erschien ihr Buch Ready to fight: Füße, Hände, Geist – Taekwondo leben und fühlen. Später lebte sie in Polen. Seit ihrer Heirat führt sie den Namen Stanek, mit ihrem Mann hat sie drei Kinder. 
Stanek ist Referentin für Medien und Marketing bei der Deutschen Taekwondo Union (DTU). Bei den Olympischen Sommerspielen 2020 in Tokio war sie als Pressesprecherin vor Ort und betreute Kimia Alizadeh, die für das Refugee Olympic Team antrat.

## Auszeichnungen
- Sportlerin des Monats April 2008[16]

- Sportehrenmedaille des Landes NRW
- Silbernes Lorbeerblatt 2012

## Veröffentlichungen
- Ready to fight: Füße, Hände, Geist – Taekwondo leben und fühlen. WOLL Verlag, Schmallenberg 2014, ISBN 978-3-943681-40-6.